# NGC 476
NGC 476 est une galaxie lenticulaire située dans la constellation des Poissons. NGC 476 a été découverte par l'astronome allemand Albert Marth en 1864.

## Caractéristiques
Sa vitesse par rapport au fond diffus cosmologique est de 5 971 ± 29 km/s, ce qui correspond à une distance de Hubble de 88,1 ± 6,2 Mpc (∼287 millions d'al).